# 劉俊傑 (台灣)
劉俊傑（1956年—），是一位臺灣導演和演員，畢業於世新大學五年制廣電科。他26歳開始導演生涯，早期多拍攝無線三台連續劇，2001年至三立拍攝首部偶像劇《薰衣草》，後來2005年執導的《王子變青蛙》更創下收視奇蹟,以拍攝台灣偶像劇為最佳代表作品，如2008年《無敵珊寶妹》、2009年《福氣又安康》、2010年《偷心大聖PS男》&《女王不下班》。最近作品：《兩個爸爸》、《杉杉來了》、《何以笙簫默》、《今生有你》。

## 從業經歷
1974年入行，專三時便主動爭取於姚鳳磐導演的《又是風起時》一片中擔任助理場記一職，自此師事這位70年代家喻戶曉的「鬼片之王」。
外島服役退伍後，隻身前往香港邵氏電影公司發展，任職該單位第51號副導演。返台後在跟隨孫仲、王重光等導演的授業中成熟歷練，也與巨星「一秦二林」、宗華、谷明倫等留下許多如今津津樂道的合作經驗。
26歲便初執導演筒開始創作。並於轉戰電視後的首部作品《一代佳人》中一戰成名，《西施》、《楊貴妃》的長紅收視更奠定了他投入商業電視戲劇導演工作基礎。
近年更因《薰衣草》、《MVP情人》、《王子變青蛙》及其後多部膾炙人口的作品，被媒體封為台灣的「偶像劇教父」。

## 演員作品

### 電  影
| 年份   | 劇名             |
| ------ | ---------------- |
| 1985年 | 《秘書絕處逢生》 |
| 1988年 | 《無罪殺手》     |

## 導演作品

### 電  影
| 年份   | 劇名                       | 演員                                                                                       |
| ------ | -------------------------- | ------------------------------------------------------------------------------------------ |
| 2008年 | 《鬼情書》(緯來電影台自製) | 范筱梵、陳怡蓉、張勛傑、阿龐、郭彥均、夏如芝、艾偉等                                       |
| 2008年 | 《鬼旅社》(緯來電影台自製) | 王耀慶、林孟瑾、林立雯、高山峰、杜詩梅、王琄、朱德剛、謝其文、陳慕義、陳志強、婕、張靜之等 |

### 電視劇
| 年 份      | 劇 名                  | 播出頻道   |
| ---------- | ---------------------- | ---------- |
| 1995年以前 | 《一代佳人》           | 華視       |
| 1995年以前 | 《西施》               | 華視       |
| 1995年以前 | 《楊貴妃》             | 華視       |
| 1995年以前 | 《岳飛》               | 華視       |
| 1995年以前 | 《天龍八部》           | 中視       |
| 1995年     | 《舊情綿綿》           | 華視       |
| 1995年     | 《阿爸，我背你去看戲》 | 公視       |
| 1996年     | 《伴你一生》           | 華視       |
| 1996年     | 《風起的日子》         | 華視       |
| 1997年     | 《單身女人》           | 華視       |
| 1997年     | 《她租了一個女人》     | 華視       |
| 1998年     | 《天使夜未眠》         | 華視       |
| 1998年     | 《星座女人系列》       | 民視       |
| 1998年     | 《軌跡》               | 華視       |
| 1999年     | 《我們一家都是寶》     | 華視       |
| 1999年     | 《蛻變》               | 慈濟大愛台 |
| 1999年     | 《無私的愛》           | 慈濟大愛台 |
| 2000年     | 《馨心手記》           | 慈濟大愛台 |
| 2001年     | 《多桑與紅玫瑰》       | 中視       |
| 2001年     | 《我們一家都性福》     | 衛視中文台 |
| 2003年     | 《愛情來了》           | 華視       |
| 2012年     | 《遲來的幸福》         | 慈濟大愛台 |

### 偶像劇
| 年份   | 劇名                         | 播出頻道             | 演員                                                   |
| ------ | ---------------------------- | -------------------- | ------------------------------------------------------ |
| 2001年 | 《薰衣草》                   | 三立、台視           | 陳怡蓉、許紹洋、陳建隆等人                             |
| 2002年 | 《MVP情人》                  | 三立、華視           | 顏行書、張韶涵、孫協志及5566等人                       |
| 2003年 | 《星願》                     | 華視、緯來           | 陳怡蓉、張孝全、張天霖、夏如芝等人                     |
| 2003年 | 《舞動奇蹟》                 | 華視、衛視中文台     | 洪嘉鈴、陳宇凡、方子萱、張大鏞等人                     |
| 2004年 | 《極速傳說》                 | 中視                 | 李威、楊丞琳、張孝全、周群達(Duncan)、蔡裴琳、隋棠等人 |
| 2005年 | 《王子變青蛙》               | 三立、台視           | 明道、陳喬恩、王紹偉等人                               |
| 2005年 | 《極速傳說2－愛戀2000米》    | 東森                 | 李威、顏穎思、姚元浩、隋棠等人                         |
| 2006年 | 《愛情魔髮師》               | 三立、台視           | 明道、王紹偉、祝釩剛、黃玉榮、曾之喬等人               |
| 2006年 | 《愛情經紀約》               | 三立、台視           | 杜德偉、梁心頤、許紹洋、林孟瑾等人                     |
| 2007年 | 《鬥牛要不要》               | 三立、台視           | 賀軍翔、Hebe、李威等人                                 |
| 2008年 | 《無敵珊寶妹》               | 三立、台視           | 張棟樑、郭采潔、邱澤等人                               |
| 2009年 | 《福氣又安康》               | 三立、台視           | 陳喬恩、藍正龍、邱澤、修杰楷、王怡仁                   |
| 2010年 | 《偷心大聖PS男》             | 三立、台視           | 藍正龍、溫昇豪、白歆惠、隋棠等人                       |
| 2010年 | 《女王不下班》               | 中視                 | 張棟樑、修杰楷、李康宜、王心如、路嘉欣等人             |
| 2011年 | 《絕對達令》                 | 民視、八大           | 汪東城、具惠善、謝坤達等人                             |
| 2012年 | 《粉愛粉愛你》               | 華視、東森           | 李佳穎、藍正龍、周湯豪、林逸欣等人                     |
| 2012年 | 《艾米加油》                 | 湖南衛視             | 孫耀琦、李佳航、倪虹潔、朱泳騰、白卉子等人             |
| 2013年 | 《兩個爸爸》                 | 三立、東森           | 楊一展、林佑威、賴雅妍等人                             |
| 2013年 | 《愛的創可貼》               | 江蘇衛視、中國教育台 | 張睿家、陳彥妃、魏千翔、曾之喬、楊蓉等人               |
| 2014年 | 《杉杉来了》                 | 江蘇衛視             | 張翰、趙麗穎                                           |
| 2015年 | 《何以笙簫默》               | 江蘇衛視、東方衛視   | 鍾漢良、唐嫣                                           |
| 2016年 | 《因為愛情有幸福》           | 湖南衛視             | 陳偉霆、唐藝昕                                         |
| 2016年 | 《我是杜拉拉》               | 江蘇衛視             | 戚薇、王耀慶                                           |
| 2016年 | 《檸檬初上》                 | 江蘇衛視             | 劉愷威、古力娜扎、孫藝洲、張楊果而、康寧、朱泳騰       |
| 2018年 | 《老男孩》                   | 湖南衛視             | 劉燁、林依晨、雷佳音、胡先煦                           |
| 2018年 | 《涼生，我們可不可以不憂傷》 | 湖南衛視             | 鍾漢良、馬天宇、孫怡等人                               |
| 2020年 | 《蝸牛與黃鸝鳥》             | 湖南衛視             | 張新成、林允                                           |
| 2022年 | 《今生有你》                 | 央視八套、优酷       | 鍾漢良、李小冉、王陽、田蕾希                           |
| 2022年 | 《點燃我，溫暖你》           | 优酷                 | 陳飛宇、張婧儀                                         |
| 待播   | 《亦舞之城》                 |                      | 鍾漢良、秦嵐                                           |
| 待播   | 《歡聚》                     |                      | 李蘭迪、蔣欣、此沙                                     |
| 待播   | 《野狗骨頭》                 |                      | 宋威龍、張婧儀                                         |

### 其他
| 年份   | 劇名                           | 播出頻道 |
| ------ | ------------------------------ | -------- |
| 2003年 | 《小愛姐姐芭蕾花園》(兒童教材) | 民視     |

## 外部連結
- 劉俊傑導演的新浪微博
- 劉俊傑在互联网电影资料库（IMDb）上的資料（英文）（英文）
- 劉俊傑在香港影庫上的簡介
- 劉俊傑在豆瓣上的资料（简体中文）
- 劉俊傑在时光网上的簡介（简体中文）